# ساموش‌اوی‌لاک
ساموش‌اوی‌لاک (به مجاری:  Szamosújlak) یک منطقهٔ مسکونی در مجارستان است که در سابولچ-ساتمار-برگ واقع شده‌است. ساموش‌اوی‌لاک ۵٫۲۷ کیلومتر مربع مساحت و ۳۶۱ نفر جمعیت دارد.